# 오늘 같은 밤 (텔레비전 프로그램)
《오늘 같은 밤》은 대한민국의 KBS에 1992년 10월 10일부터 1993년 5월 8일까지 방송된 예능 프로그램인데, 1992년 10월 첫 방송하였고, 1993년 5월에 《토요일 밤의 쇼》가 프로그램을 바뀌면서, 얼마 못 가 종영하였다.

## 기획 의도
다양한 구성과 훈훈한 재담으로 시청자에게 웃음을 선사하는 토크쇼 프로그램이다.

## 방송 시간
- KBS 2TV - 1992년 10월 10일 ~ 1993년 5월 8일 : 매주 토요일 밤 22:50 ~ 23:45

## 역대 진행자
- 노사연 외

## 에피소드 목록

### 1992년
- 10월 10일 장재근

### 1993년
- 4월 3일 강석현, 독고영재, 허준호
- 5월 8일 김한길

## 제작진
- 구성 : 강석우, 한준영, 우단비
- 연출 : 남현주